# Lucie Durbiano
 (septembre 2016).
Si vous disposez d'ouvrages ou d'articles de référence ou si vous connaissez des sites web de qualité traitant du thème abordé ici, merci de compléter l'article en donnant les références utiles à sa vérifiabilité et en les liant à la section « Notes et références ».
Lucie Durbiano est une auteure de bande dessinée et une illustratrice française, née à Castelsarrasin le 12 octobre 1969.

## Biographie
Lucie Durbiano grandit dans le sud de la France, puis elle étudie pendant un an à la villa Arson à Nice, et ensuite à l'École supérieure des arts décoratifs de Strasbourg. Elle travaille également pour des périodiques destinés à la jeunesse comme Pomme d'Api, Astrapi et Toboggan. Elle se lance réellement dans la bande dessinée en 2001, en écrivant un premier récit dans le collectif Tohu Revue, publié par Les Humanoïdes Associés.

## Œuvres
- Lulu Grenadine, avec Laurence Gillot (scénario), Éd. Nathan, coll. « Étoile filante », 2000-2007, 22 vol.
- Mastic, Éd. Tourbillon, 8 vol.
- Le corps, avec Guillaume Decaux (dessin) et Michèle Longour (scénario), Éd. Nathan, coll. « Kididoc », 2000  (ISBN 2-09-250319-7).
- Laurence, Éd. Les Requins Marteaux, 2004  (ISBN 2-909590-98-4).
- Bizou, Éd. Les Requins Marteaux, 2004  (ISBN 2-84961-004-6).
- Sno Pop, scénario de Loo Hui Phang, Éd. Bayard, 2006.
- Orage et désespoir[4], Éd. Gallimard, coll. « Bayou », 2006  (ISBN 9-782070-572960).
- Le rouge vous va si bien, Éd. Gallimard, coll. « Bayou », 2007  (ISBN 9-782070-616541).
- Trésor, Éd. Gallimard, coll. « Bayou », 2008  (ISBN 9-782070-614769) (sélection officielle du festival d'Angoulême 2009).
- Lo, Éd. Gallimard, coll. « Bayou », 2010  (ISBN 9-782070-627172) (prix BD du Point 2010 et sélection officielle du festival d'Angoulême 2011).
- Participation à Comicscope de David Rault, l'Apocalypse, 2013.
- Mélo Pop, Éd. Gallimard, coll. « Bayou », 2013  (ISBN 9-782070-647163).
- Claudine à l'école, adaptation du premier roman de Colette, Gallimard bande dessinée, mars 2018

## Récompenses
- 2010 : Prix de la BD du Point pour Lo[5].
- 2020 : prix Jacques Lob[6]